# Carranque (métro léger de Malaga)
Carranque est une station de la ligne 1 du métro léger de Malaga.

## Situation sur le réseau
La station est située entre Portada Alta et Barbarela.
Elle est établie dans le district Cruz de Humilladero.

## Histoire
La station ouvre au public le 30 juillet 2014, à l'occasion de l'inauguration du réseau du métro léger.

## Services aux voyageurs

### Accès et accueil
La station possède un accès via un édicule équipé d'escaliers mécaniques et jouxté par un ascenseur, situé au numéro 3 de la rue Virgen de la Cabeza.